# Robert Wangila
Robert Napunyi Wangila (* 3. September 1967 in Nairobi; † 24. Juli 1994 in Las Vegas) war ein kenianischer Boxer. Er gewann bei den Olympischen Spielen 1988 in Seoul die Goldmedaille im Weltergewicht.

## Amateurkarriere
Wangila gewann im Weltergewicht die Afrikaspiele 1987 in Nairobi mit einem Finalsieg gegen Sahelu Mekuria. Er konnte daraufhin an den Olympischen Spielen 1988 in Seoul teilnehmen, wo er im Weltergewicht den Jugoslawen Đorđe Petronijević und den Mongolen Khaidavyn Gantulga jeweils vorzeitig durch Abbruch, den Bulgaren Christo Furnigow einstimmig mit 5:0, den Polen Jan Dydak aufgrund von dessen Nichtantritt und im Finale den Franzosen Laurent Boudouani durch K. o. besiegen konnte und dadurch der erste und bislang einzige kenianische Olympiasieger im Boxen wurde (Stand: 2022).

## Profikarriere
Er begann 1989 eine Profikarriere in den USA und zog daraufhin nach Las Vegas. Nach 12 Siegen in Folge verlor er im Juli 1990 durch TKO gegen Eric Hernandez. Nach sieben folgenden Siegen verlor er zudem im Dezember 1991 durch TKO gegen Buck Smith, den er im Juni 1989 noch geschlagen hatte. Auch seinen nächsten Kampf gegen William Hernandez verlor er im März 1992 durch TKO, gewann jedoch den direkten Rückkampf im Juni 1993. In seinen folgenden drei Kämpfen erzielte er zwei Siege; seine Niederlage erlitt er im Oktober 1993 durch TKO gegen den dreifachen WM-Herausforderer Troy Waters.
Am 22. Juli 1994 boxte er in einem auf 10 Runden angesetzten Kampf im Weltergewicht gegen David Gonzalez und verlor in Las Vegas durch TKO in der neunten Runde.

## Tod
Rund 30 Minuten nach dem Kampf gegen Gonzalez brach Wangila in seiner Umkleidekabine zusammen und wurde in das University Medical Center in Las Vegas eingeliefert, wo ein Blutgerinnsel in seinem Kopf festgestellt wurde. Wangila wurde nach einer Notoperation an ein Lebenserhaltungssystem angeschlossen, starb jedoch zwei Tage später an den Folgen seiner Verletzungen im Alter von 26 Jahren. Wangilas Tod war der erste Todesfall bei einem Boxkampf in Nevada seit 1982, als der Südkoreaner Kim Duk-koo an Kopfverletzungen gestorben war, die er sich in einem Kampf gegen Ray Mancini zugezogen hatte.
Als Wangilas Leichnam nach Kenia zurückgebracht wurde, kam es zu einer Meinungsverschiedenheit zwischen Wangilas Mutter, die dem Volk der Kisii zugehörig ist, und Wangilas Verwandten aus der Ethnie der Luhya darüber, wo und mit welchen Riten Wangila beerdigt werden sollte. Da Wangila während seines Aufenthalts in den USA zum Islam konvertiert war und in seinem Testament stand, dass er mit vollen muslimischen Riten begraben werden wollte, ordnete ein Richter eine dem Testament entsprechende Beerdigung in Nairobi an.

## Sonstiges
Robert Wangila war verheiratet und Vater von zwei Kindern.